# 洪水镇 (黔西市)
洪水镇，是中华人民共和国贵州省毕节市黔西市下辖的一个乡镇级行政单位。
2011年12月27日，贵州省人民政府批复同意撤销洪水乡，设置洪水镇，镇人民政府驻附廓社区。

## 行政区划
洪水镇下辖以下地区：
附廓村、源水村、长堰村、新桥村、箐利村、龙营村、官庄村、永平村、解放村、洪庆村和永富村。